# Frances Dana Barker Gage
Pour les articles homonymes, voir Gage.
Frances Dana Barker Gage (12 octobre 1808 - 10 novembre 1884) est une écrivaine, féministe et abolitionniste américaine. Elle fait partie du premier mouvement des droits des femmes aux États-Unis et défend le droit de vote pour tous les citoyens quel que soit leur race ou leur sexe.

## Jeunesse
Frances Dana Barker naît le 12 octobre 1808 à Marietta (Ohio). Elle est la dixième des onze enfants d'Elizabeth Dana (1771–1835) et du colonel Joseph Barker (1765–1843). Ses parents, des agriculteurs, viennent du New Hampshire. En 1788, ils traversent les Monts Alleghenies avec Rufus Putnam, et font partie des premiers colons des Territoires du Nord-Ouest des États-Unis, extorquant la terre des indiens.
À dix ans, elle aide un ouvrier à fabriquer des barils, elle se fait réprimander par son père ses travaux ne sont pas pour les femmes. Il déplore « que vous n'ayez pas été un garçon pour que vous puissiez être bonne à quelque chose ». Cet incident suscite chez elle le ressentiment pour les limitations imposées à son sexe et jette les bases de son activisme. 
Le 1er janvier 1829, elle épouse James L. Gage (1800–1863), un avocat abolitionniste de McConnelsville. Ils auront huit enfants.

## Carrière
Frances Gage commence sa carrière littéraire avec une chronique hebdomadaire dans le State Journal. Elle est démise après une année pour s'être élevée contre la Fugitive Slave Act, une loi qui oblige à rendre les esclaves fugitifs à leurs maîtres.
Tout au long de sa vie, elle écrit pour des revues comme The Ohio Cultivator, Western Literary Magazine, The New York's Independent, Missouri Democrat, Cincinnati's Ladies Repository, Field Notes, The National Anti-Slavery Standard, Una ou Jane Gray Swisshelm's Saturday Visiter.
Elle publie également des essais, des poèmes : "Poems" (1867) et des romans : Elsie Magoon, or the Old Still-House in the Hollow: A Tale of the Past (1872), Steps Upward (1873), Gertie's Sacrifice, or Glimpses of Two Lives (1869). 

## Militantisme
En 1850, Gage organise une convention à McConnelsville pour que la race et le sexe soient supprimés des exigences de citoyenneté de l'État et de droit de vote dans la Constitution de l'Ohio. Mais la demande formulée par les 70 participants n'aboutira pas. Conférencière talentueuse, elle milite dans les mouvements pour la tempérance, les droits des femmes et contre l'esclavage. 
En 1851, elle préside le  Congrès des femmes de l'Ohio de 1851 à Akron. Sojourner Truth y donnera son fameux discours Ain't I a Woman?,.
En 1853, elle déménage à Saint-Louis (Missouri), un état esclavagiste, où elle est la cible de menaces violentes en raison de ses opinions. En octobre de la même année, elle est  élue présidente de la Convention nationale sur les droits des femmes à Cleveland. En 1857, elle visite Cuba, Saint-Thomas et Saint-Domingue.
Ses opinions radicales ont peu de chance d'aboutir dans un état esclavagiste comme le Missouri. Les affaires et la santé de James Gage déclinent et la famille survit à trois incendies mystérieux, probablement provoqués par les vues abolitionnistes de Frances Gage. La famille déménage et elle prend un emploi de rédactrice en chef de la section Dames de l'Ohio Cultivator, à Columbus en 1860, dans lequel elle défend les féministes et les abolitionnistes. Mais la guerre empêche la distribution du journal et elle se retrouve sans travail. En 1861, elle prend part à la campagne politique qui conduit à l'adoption du premier projet de loi sur les droits des femmes en Ohio.
Au début de la Guerre de Sécession, de 1863 à 1864, elle est surintendante, sous le commandement du général Rufus Saxton, responsable de l'île Parris, en Caroline du Sud, refuge de plus de 500 esclaves libérés. Sur place avec sa fille Mary, elle rencontre et se lie d'amitié avec l'infirmière Clara Barton, fondatrice de la Croix-rouge américaine. Son époux, James, décède en 1863. En 1864, Gage est employée par la Western Sanitary Commission et descend le fleuve Mississippi pour aider les blessés à Vicksburg, Natchez et Memphis. Elle s'installe à Lambertsville dans le New Jersey et rejoint l'American Equal Rights Association en tant que lobbyiste et écrivain rémunérée. En 1867, dans le discours anniversaire de l'association, elle réclame le droit de vote pour les femmes « Parce que c'est juste » et se plaint des attitudes sociales qui limitent les femmes au foyer : « vous avez tenté de façonner dix-sept millions d'âmes humaines en une seule forme et de les faire toutes faire une seule chose ».
Gange subit un accident vasculaire cérébral en 1867 qui la laisse invalide et l'oblige à se retirer du circuit des conférences et de l'activisme militant et à se concentrer sur l'écriture. Elle décède le 10 novembre 1884 à Greenwich (Connecticut).